# 마기본
마기본(일본어: マギボン, Magibon, Magi, MRirian, 1986년 8월 9일 - )은 미국 펜실베이니아주 출신의 유튜브(YouTube) 아이돌이다. 본명은 Maggie/Margaret Lilian Ladoski이며, 플로리다주 웨스트 팜 비치(West Palm Beach)에서 출생했다.

## 같이 보기
- 베키 크루엘(Beckii Cruel)
- 리아 디존